# Nagico
Nagico (als Abkürzung von National Insurance Company) bzw. Nagico Insurances, Eigenschreibweise NAGICO, ist ein in der Karibik tätiges Versicherungsunternehmen mit Sitz in Philipsburg, dem Hauptort des Offshore-Finanzplatzes Sint Maarten.

## Geschichte und Hintergrund
Nagico wurde 1982 gegründet und expandierte in den folgenden Jahren innerhalb der Karibik, wo das Unternehmen nach eigener Aussage in 21 Ländern und Gebieten sowie 25 Inselns präsent ist. Dabei ist das Unternehmen im Bereich der Individualversicherung sowohl als Personen- (Lebens- und Krankenversicherung) als auch Sachversicherer sowie in der Altersvorsorge tätig. 2021 verzeichnete die Gruppe insgesamt Bruttoprämieneinnahmen in Höhe von 213,6 Mio. US-Dollar.
2016 übernahm der zum chinesischen Konglomerat Fosun gehörende, in Hongkong sitzende Rückversicherer Peak Re 50 % der Anteile an Nagico, 2021 wurde eine Vereinbarung zur Übernahme des restlichen Teils getroffen. Die Transaktion, die noch von den Aufsichtsbehörden genehmigt werden muss, wirkte sich positiv auf das Rating von Nagico-Tochtergesellschaften aus.